# Aloe nitida
Aloe nitida é uma espécie de liliopsida do gênero Aloe, pertencente à família Asphodelaceae.